# Горбовий Роман Іванович
Роман Іванович Горбови́й (5 серпня 1890, Косів — 17 грудня 1976, Косів) — український радянський майстер декоративного ткацтва; член Спілки радянських художників України.

## Біографія
Народився 5 серпня 1890 року в місті Косові (нині Івано-Франківська область, Україна). Упродовж 1902—1904 років навчався у ткацько-килимарській промисловій школі Ямроза у селі Москалівці (нині у складі Косова). Навчався у килимарській майстерні Ігната Грушковського, де після трьох років роботи отримав свідоцтво майстра ткацтва та килимарства.
Трудову діяльність розпочав у 1910 році. Протягом 1928—1934 років працював у власній майстерні у Косові. Жив у Косові в будинку на вулиці Леніна, № 223. Помер у Косові 17 грудня 1976 року.

## Творчість
Створював килими, верети, портьєри, рушники, доріжки, фартухи, подушки, дрібноузорні тканини для одягу. Досконало знав і практично володів усіма технологічними процесами виготовлення тканин на жакардовій машині.
1947 року на замовлення Львівського ательє мод виконав унікальні зразки декоративних тканин, з яких виготовляли жіночі сумки, жіночий і дитячий святковий одяг, портьєри та інше.
Брав участь у виставках з 1910 року, республіканських — з 1949 року, зарубіжних — з 1957 року, зокрема у Львові у 1921, 1923, 1937 роках, Борщеві, Перемишлі у 1935 році, у всесвітніх виставках у Брюсселі у 1958 році, Марселі і Нью-Йорку у 1959 році.